# Prodiplosis morrisi
Prodiplosis morrisi är en tvåvingeart som beskrevs av Gagne 1966. Prodiplosis morrisi ingår i släktet Prodiplosis och familjen gallmyggor. Inga underarter finns listade i Catalogue of Life.